# 32 Девы
d² Девы (лат. d² Virginis), 32 Девы (лат. 32 Virginis), FM Девы (лат. FM Virginis), HD 110951 — тройная звезда в созвездии Девы на расстоянии приблизительно 273 световых лет (около 83,6 парсек) от Солнца.

## Характеристики
Первый компонент (HD 110951A) — жёлто-белая пульсирующая переменная звезда типа Дельты Щита (DSCTC) спектрального класса A2IIIm, или A5, или A6-F4, или A8m, или F0IIIm, или F0IVm. Визуальная звёздная величина звезды — от +5,28m до +5,2m. Масса — около 3,498 солнечной, радиус — около 3,97 солнечного, светимость — около 40,46 солнечной. Эффективная температура — около 7253 K.
Второй компонент (HD 110951B) — белая звезда спектрального класса A7V. Масса — около 1,9 солнечной. Орбитальный период — около 38,324 суток.
Третий компонент — коричневый карлик. Масса — около 17,53 юпитерианской. Удалён в среднем на 2,27 а.е..